# Seznam vesnic v Česku založených v rámci raabizace
Seznam vesnic v Česku založených v rámci raabizace je seznam vesnic na území Česka, které byly založeny nebo obnoveny v rámci raabizace (1773–1790).

## Čechy
- Beierweck (od roku 1924 část obce Velim)
- Bílé Vchynice (dnes část Kladrub nad Labem)
- Borek (okr. Kolín)
- Doubravice
- Draho (dnes součást obce Chleby)
- Eichelburg (dnes součást Sadské)
- Freudenthal (dnes část Radovesnic II)
- Glückzu dnes Klipec (součást obce Pňov-Předhradí)
- Hradčany v okrese Nymburk
- Hermannsdorf dnes Kolaje
- Janatov (dnes část Lodína)
- Káraný
- Kolesa (dnes část Kladrub nad Labem)
- Kouty (dnes část Sukorad)
- Kovansko
- Království (okr. Kolín)
- Laubenthal dnes Ostrov (součást obce Úmyslovice)
- Lišičky (poblíž vesnice Lišice)
- Lustdorf dnes Oškobrh (součást obce Opolany)
- Malé Babice (asi 1 km severně od Babic)
- Mandršajd-Chrást (okr. Nymburk)
- Metličany (dnes součást Nového Bydžova)
- Michnovka (dnes část Kratonoh)
- Neujahrsdorf  dnes část vesnice Chvalovice
- Nová Báň (dnes součást obce Hradčany)
- Novohrady (v roce 1924 sloučeny s obcí Velenice v okrese Nymburk)
- Nová Skřeněř (dnes součást Nového Bydžova)

- Nový (v Pocidliní)
- Obora (u Chomutic)
- Nové Ohnišťany
- Okřínek
- Opatov (kdesi v Pocidliní)
- Opolánky dnes součást obce Opolany
- Peklo (dnes součást Raspenavy)
- Plch
- Ráby (pojmenovány na počest reformátora F. A. Raaba)
- Rozdělov (dnes část Kladna)
- Řehoty
- Siegfeld dnes Vítězov (část obce Velim)
- Slezsko (dnes součást obce Bobnice)
- Spojil
- Srbce (dnes součást obce Okřínek)
- Nové Smrkovice
- Šlotava (dnes součást obce Budiměřice)
- Štěpánov (dnes část Kročehlav v Kladně;  pojmenován podle opata Štěpána Rautenstraucha)
- Tereziny Dary (dnes část Lískovic)
- Tetov
- Wolfsberg dnes Vlkov pod Oškobrhem
- Zábědov (dnes součást Nového Bydžova)
- Žantov (dnes součást Nového Bydžova)

## Morava
- Česká (okres Brno-venkov), zal. 1784
- Dvorska (okres Brno-město), zal. 1787
- Harty (okres Nový JIčín, zal. 1780)
- Josefov (okres Hodonín), zal. 1782
- Juliánov (okres Brno-město), zal. 1789
- Kratochvilka (okres Brno-venkov), zal. 1783
- Otmarov (okres Brno-venkov), zal. 1783
- Otmarov (okres Brno-venkov), zal. 1786
- Rešov (okres Vyškov), zal. 1787
- Rozářín (okres Brno-venkov), zal. 1784
- Růžový (okres Brno-město), zal. 1787
- Rychmanov (okres Brno-venkov), zal. 1783
- Šternov (okres Brno-venkov), zal. 1786
- Třebomyslice (okres Brno-venkov), zal. 1785
- Ugartov (okres Brno-město), zal. 1783
- Vinohrádky (okres Brno-město), zal. 1784
- Vinohrádky (okres Brno-venkov), zal. 1783
- Kavriánov (okres Vyškov), zal. 1787
- Kašnice (okres Břeclav), zal. 1785